# 王汝霖 (正統進士)
王汝霖（1423年—？），字民望，南直隸蘇州府崑山縣人，官籍。明朝政治人物。進士出身。

## 生平
順天府鄉試第五名。正統十三年（1448年）戊辰科會試第七十名，殿試登進士第二甲第十八名，正統十四年（1449年），擢吏科給事中。景泰中以憂歸，復除兵科，歷河南參議，仕終山東布政使。

## 家庭
父王永和，官至工部右侍郎，正统十四年（1449年）于土木之变身亡。母陆氏。兄王汝贤，父阵亡后，授大理寺评事。